# St. Bonifatius (Lorchhausen)

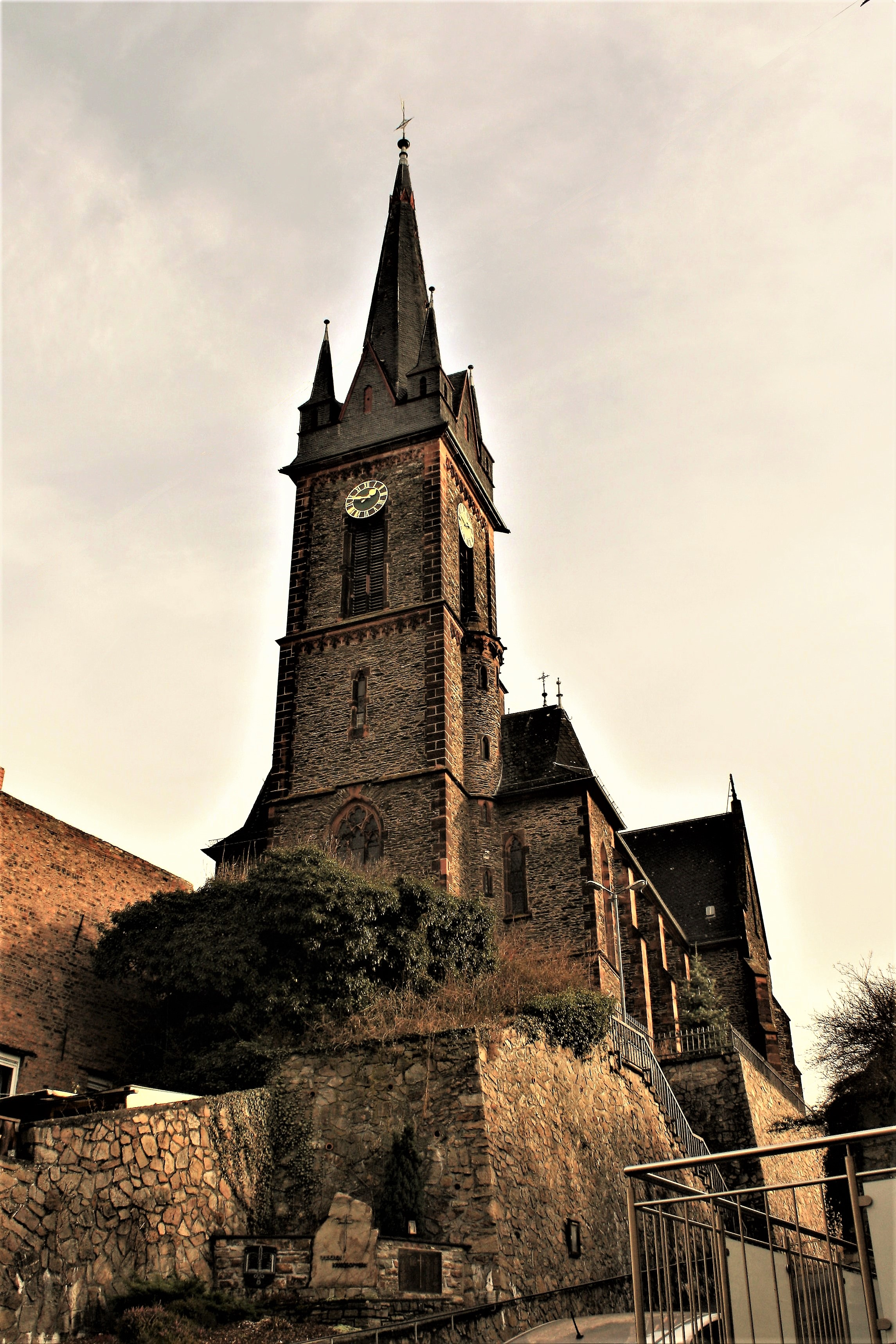
St. Bonifatius Turmseite

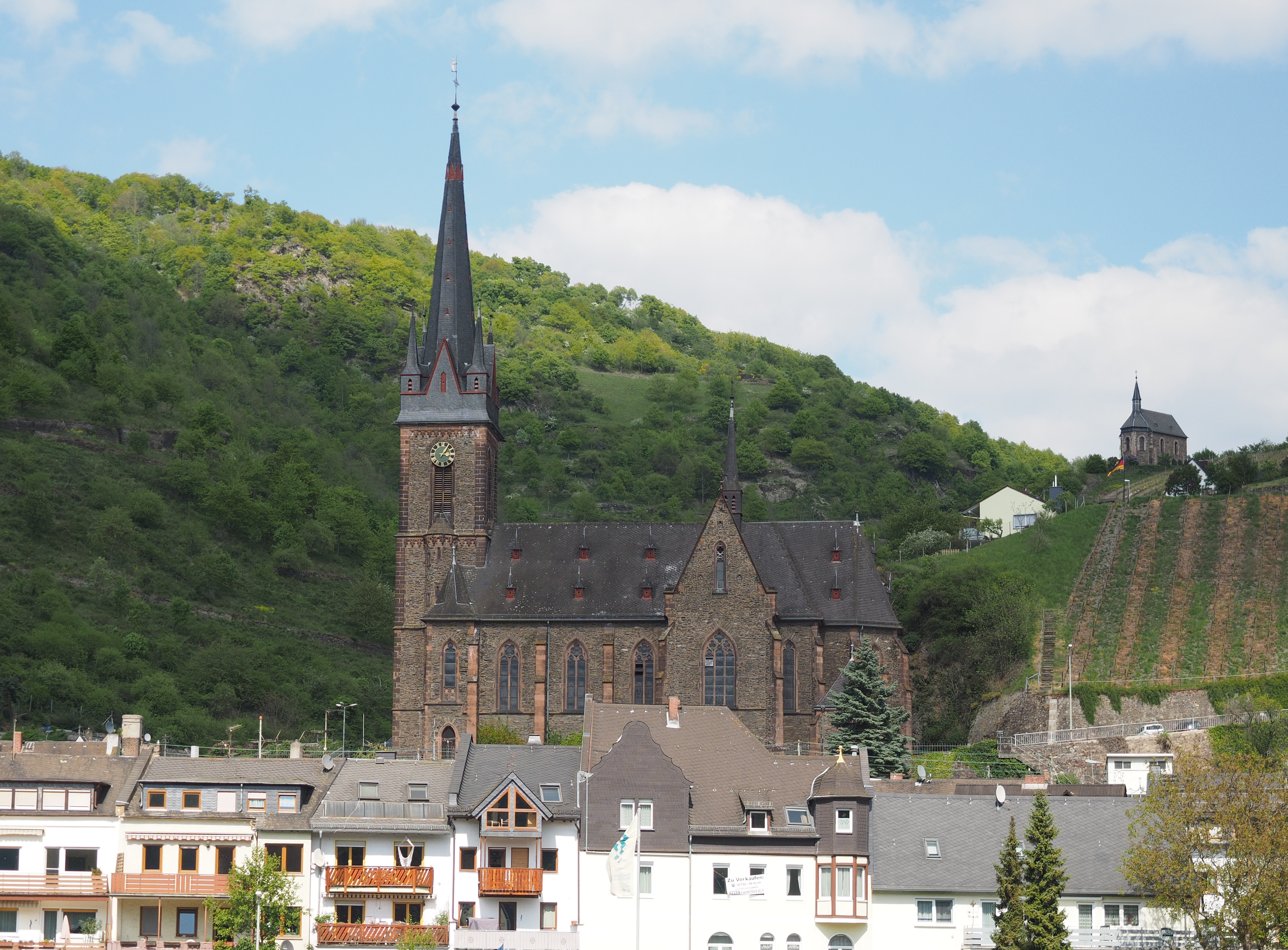
St. Bonifatius vom Rhein aus gesehen

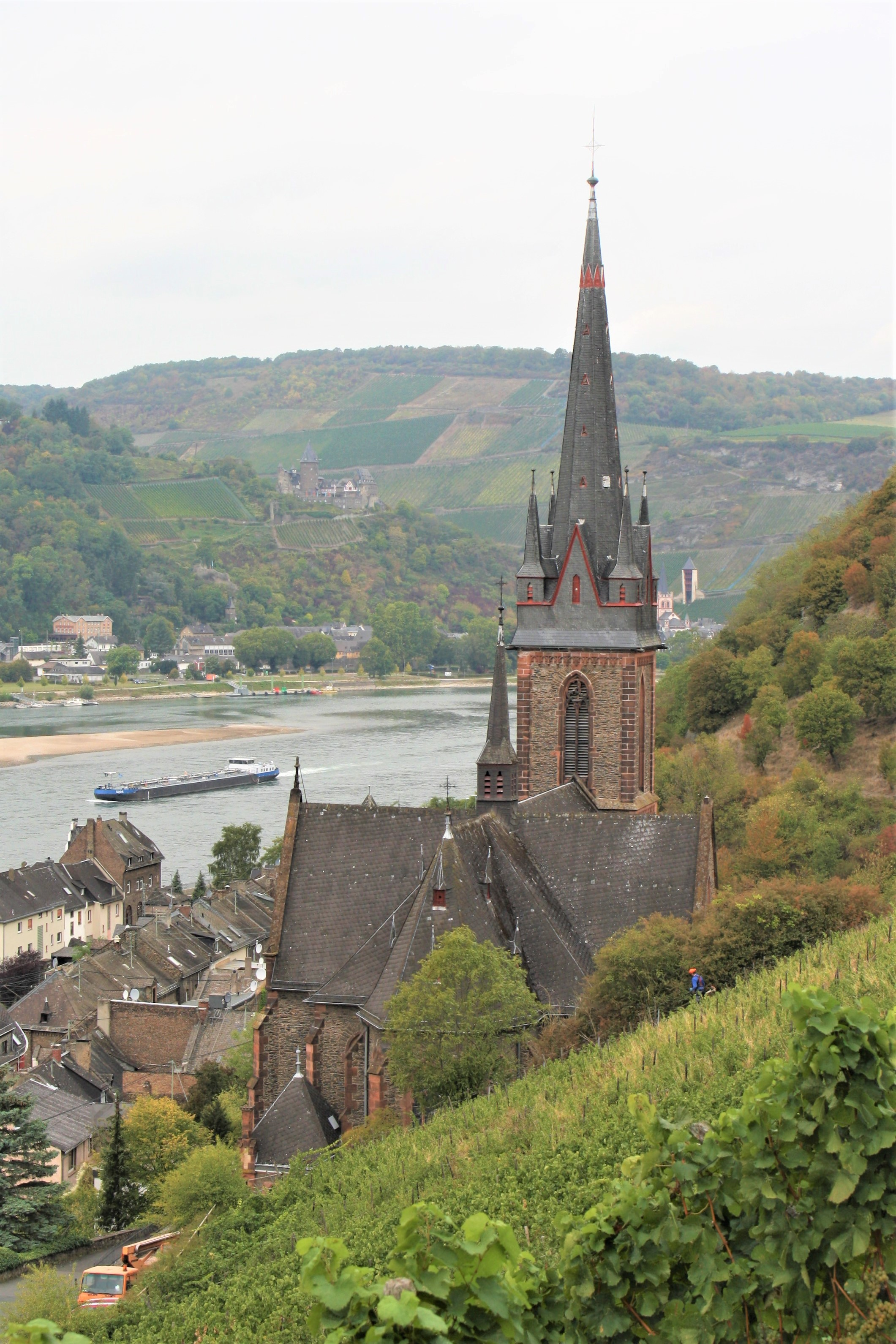
St. Bonifatius, Ansicht des Daches mit Vierungsturm von den Weinbergen aus

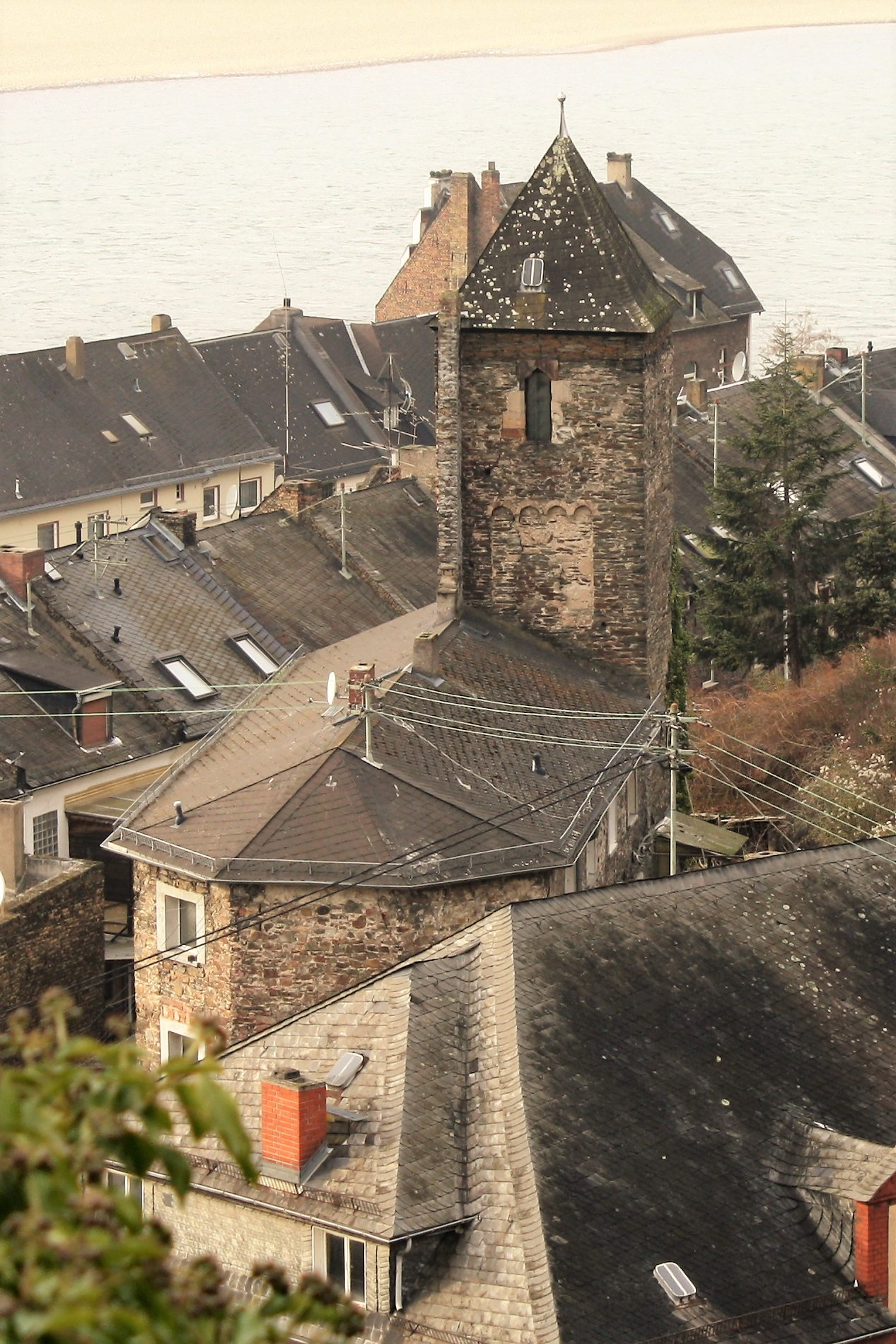
Vorgänger-Kirche, seit 1879 profaniert, heute als Wohnhaus genutzt

Die katholische ehemalige Pfarrkirche St. Bonifatius ist ein denkmalgeschütztes Kirchengebäude in Lorchhausen, einem Stadtteil der Stadt Lorch (Rheingau). Sie ist heute eine Filialkirche der Pfarrei Heilig Kreuz Rheingau, einer Pfarrei Neuen Typs. Seit 2015 ist der sogenannte Rheingauer Dom in Geisenheim auch Pfarrkirche von Lorchhausen.
Die stattliche neugotische dreischiffige Kirche aus unverputztem heimischen Bruchstein und Werksteinen aus rotem Sandstein mit drei Jochen und Fünfachtel-Chor erhebt sich über einem kreuzförmigen Grundriss. Das Dach ist schiefergedeckt. Das Bauwerk hat ortsbeherrschende Größe. Innen tragen acht runde Sandsteinsäulen das Gewölbe und schaffen so einen großen lichten Kirchenraum.

## Geschichte
Das dem hl. Bonifatius geweihte Gotteshaus wurde von 1877 bis 1879 in der Nähe des aufgegebenen Vorgängerbaus, einer zu klein gewordenen und durch mehrere Brände schwer geschädigten Kirche aus dem 14. Jahrhundert, errichtet.
Das Engagement des Pfarrers Wilhelm Aloys Ohlenschläger und die Opferbereitschaft der Bevölkerung machten den Bau der für die Ortsgröße überdimensionierten Pfarrkirche erst möglich. Bereits kurz nach seinem Amtsantritt 1869 setzte sich Pfarrer Ohlenschläger für einen Neubau der Pfarrkirche ein, denn für die auf 600 Seelen gewachsene Gemeinde war die alte, renovierungsbedürftige St.-Bonifatius-Kirche zu klein geworden. Der Deutsch-Französische Krieg von 1870/1871 verhinderte zunächst das Vorhaben. Da ein Abriss und Neubau am alten Standort wegen der räumlichen Enge nicht möglich war, entschied man sich für den Pfortenweinberg als Bauplatz. Am 21. Mai 1872 begann die Gemeinde in Eigenarbeit mit den umfangreichen Erdarbeiten zur Schaffung eines Plateaus. Im März desselben Jahres brannte die alte St.-Bonifatius-Kirche komplett aus. Im Januar 1873 wurde diese mit einem Notdach versehen und diente, bis zur Fertigstellung der neuen, weiterhin als Pfarrkirche. Im September 1875 genehmigte das Bistum die Pläne des Architekten Kontzen aus Oestrich und erteilte eine Baugenehmigung. Nach Wegzug Kontzens übernahm der Franziskanerbruder Paschalis die Bauleitung, änderte die Pläne und vergrößerte den Kirchenraum um 43 m². Am 19. März 1877 erfolgte die Grundsteinlegung. Da Paschalis gleichzeitig Schloss Allner bei Hennef umbaute, erfolgte die Bauaufsicht nur mangelhaft, was zu Verzögerungen und zu Abrissen bereits errichteter Teile führte. Schließlich übernahm Max Meckel im Mai 1877 die Bauleitung, der wiederum die Baupläne seinen Vorstellungen anpasste. Die Änderungen betrafen die Eingänge, Fenster, die Ausstattung des Gewölbes, den Turmhelm und den Bodenbelag.
So entstand die an mittelalterliche Vorbilder angelehnte dreischiffige Kirche mit einer typischen Einturmfassade im neugotischen Stil. Da bei dem Brand der Vorgängerkirche 1872 auch die Glocken geschmolzen waren, ließ die Zivilgemeinde vier neue Glocken, mit einem Gesamtgewicht von ca. 2850 kg, von Glockengießer Bach für den Neubau gießen. Selbst Kaiser Wilhelm hatte, auf Bitte von Pfarrer Ohlenschläger, eine 750 kg schwere Kanone aus Straßburg zum Guss beigesteuert. Am 5. Juni 1879 wurde die Kirche durch Pfarrer Ohlenschläger selbst geweiht. Die Vollmacht dazu erteilte der Limburger Bischof Peter Joseph Blum, der sich wegen des Kulturkampfes beim Fürsten Löwenstein im böhmischen Haid im Exil befand. Am 5. Juni 1884 erfolgte die bischöfliche Weihe durch den Hildesheimer Bischof Jakobi, da der 1883 schwerkrank aus dem Exil zurückgekehrte Bischof Blum gesundheitlich dazu nicht in der Lage war.
Die Gemeinde hatte sich trotz Unterstützung durch Staat und Bistum mit dem Bau finanziell übernommen. Daher erhöhte man für 13 Jahre die örtliche Kirchensteuer von 20 % auf 150 %. Pfarrer Ohlenschläger war gezwungen, in ganz Hessen auf Spendenreise zu gehen. Er predigte, kollektierte in 60 Kirchen und führte Haussammlungen durch und trug so 30.000 Mark zusammen. So konnten die Inneneinrichtung finanziert und die Bauschulden abgetragen werden. 1894 starb Pfarrer Ohlenschläger. Er erlebte nicht mehr den Einbau der Orgel 1897, mit dem die Inneneinrichtung abgeschlossen war.

## Ausstattung
Die neugotische Ausstattung der Kirche des Bocholter Bildhauers Theodor Starcke (1842–1919) ist fast vollständig erhalten. Einiges fiel im Zuge der Kirchenrenovierung 1960/1961 durch Pfarrer Noll dem Zeitgeist zum Opfer. So wurden fast alle Altäre eingekürzt, die bunten Kirchenfenster wurden durch ein blaugraues Schuppenmuster ersetzt, wobei die zwölf Heiligendarstellungen aus den alten Fenstern in die neuen integriert wurden. Einen Eindruck der ehemaligen Fenster vermittelt der Chor, hier blieben dank der Entschlossenheit des Kirchenvorstandes die originalen Fenster erhalten. Der originale Mosaikfußboden von Giovanni Rett, entworfen von Max Meckel, ist nur noch im Chor, in der Sakristei und in der ehemaligen Taufkapelle, verborgen unter einem Teppichboden, erhalten. In den Schiffen hingegen wurde er durch einen neuen Terrazzo-Boden ausgetauscht. Der neugotische Kreuzweg von 1939 wurde durch einen modernen Kreuzweg ersetzt.

### Beschreibung im Einzelnen
- Der Hochaltar ist ein Flügelaltar von 1884 mit Reliefdarstellungen aus dem Leben des Hl. Bonifatius. Ursprünglich sollte er drei Fialtürme erhalten, aus Geldmangel wurde nur der mittlere ausgeführt, dieser wiederum fiel der Kirchenrenovierung von 1960/1961 zum Opfer. Bis zu einem Stummel wurde er gekürzt, dadurch wirkt der Altar heute unproportioniert.
- Der Passionsaltar von 1881, auch Altar zu Ehren der schmerzhaften Muttergottes genannt, trägt als Hauptmotiv eine Pietà, rechts und links seitlich kniend Maria Magdalena und der Apostel Johannes. In der Predella sind zwei Reliefdarstellungen aus dem Alten Testament, oben als Bekrönung eine Kreuzigungsgruppe.
- Marienaltar mit einer Figurengruppe, die sich folgendermaßen zusammensetzt: In der Mitte die thronende Gottesmutter, dargestellt als Himmelskönigin, mit dem Jesuskind auf dem Schoss. Rechts von ihr kniet der Hl. Domenik, dem sie sich zuwendet, während sich das Christuskind nach links zu dem knienden Hl. Antonius von Padua wendet.
- St.-Josefs-Altar: Im Mittelteil ist der Papst vor dem Hl. Josef kniend mit Spruchband dargestellt. Damit soll der Erhebung des Hl. Josef zum Patron der katholischen Kirche durch den Papst Pius IX. im Jahre 1870 gedacht werden. In der linken Nische findet sich der Hl. Aloisius und in der Rechten die Hl. Barbara, in der Predella sind Reliefdarstellung aus dem Leben des Hl. Josefs.
- Herz-Jesu-Altar: Das Hauptmotiv ist eine figürliche Darstellung der Offenbarung an die Hl. Margareta Maria Alacoque. In der Predella sind Reliefdarstellungen von den Visionen des Hl. Hermann Joseph von Steinfeld.
- Kanzel: Eine monochrome, sechseckige Holzkanzel, mit geschnitzten Relief-Bildern: Jesus und Samariterin am Jakobsbrunnen, Himmelfahrt Jesu, die Aussendung der Jünger, die Herabkunft des Hl. Geistes
- Orgelempore aus Eichenholz von 1880, erweitert 1926. An der Brüstung angebracht sind vier Heiligenfiguren, die mit Gottes Lob durch Musik in Verbindung stehen: König David mit der Harfe, Papst Gregor der Große mit einem Antiphonar, Hl. Ambrosius mit Bienenkorb und Psalmbuch, Hl.Cäcilia
- Der Volksaltar, von 1970, mit geschnitzten Relief-Füllungen. Diese stammen aus den entfernten alten Kommunionbänken, dadurch fügt sich der Altar gut in den neugotischen Kirchenraum ein.
- Die Einzelfiguren an den Pilastern der Außenwände sind einheitlich monochrom gestaltet. Fünf stammen aus der Entstehungszeit und drei neuere Figuren aus den 1960er Jahren. Diese wurden, wie der neue Kreuzweg, vom Bildhauer Rudolf Höfle aus Morbach gefertigt. Folgende Heilige sind dargestellt: Petrus, Paulus, Judas Thaddäus, Elisabeth, Notburga, Bonifatius (1961), Johannes der Täufer (1964), Johanna Franziska von Chantal (1964).
- Den Taufstein, aus einem Eichenholzstamm geschnitzt, besorgte Pfarrer Noll 1964 aus einer Dorfkirche im Hunsrück ließ ihn an Stelle des von Th. Starcke 1878 geschaffenen Originals aufstellen.
- Aus der Vorgängerkirche sind noch erhalten eine Marienfigur, eine sog. Immaculata (um 1730), sowie in der Vorhalle eine Figurengruppe, Anna und Maria aus dem 16. Jh. Außerdem wurde ein Wegekreuz von der Kauberstraße, mit einem im 18. Jh. von dem Mainzer Bildhauer Martin Biterich gefertigten Korpus, an der Südwand im Kreuzarm der Kirche angebracht. (siehe dazu Ortsbezirk Lorchhausen in der Liste der Kulturdenkmäler in Lorch (Rheingau)).

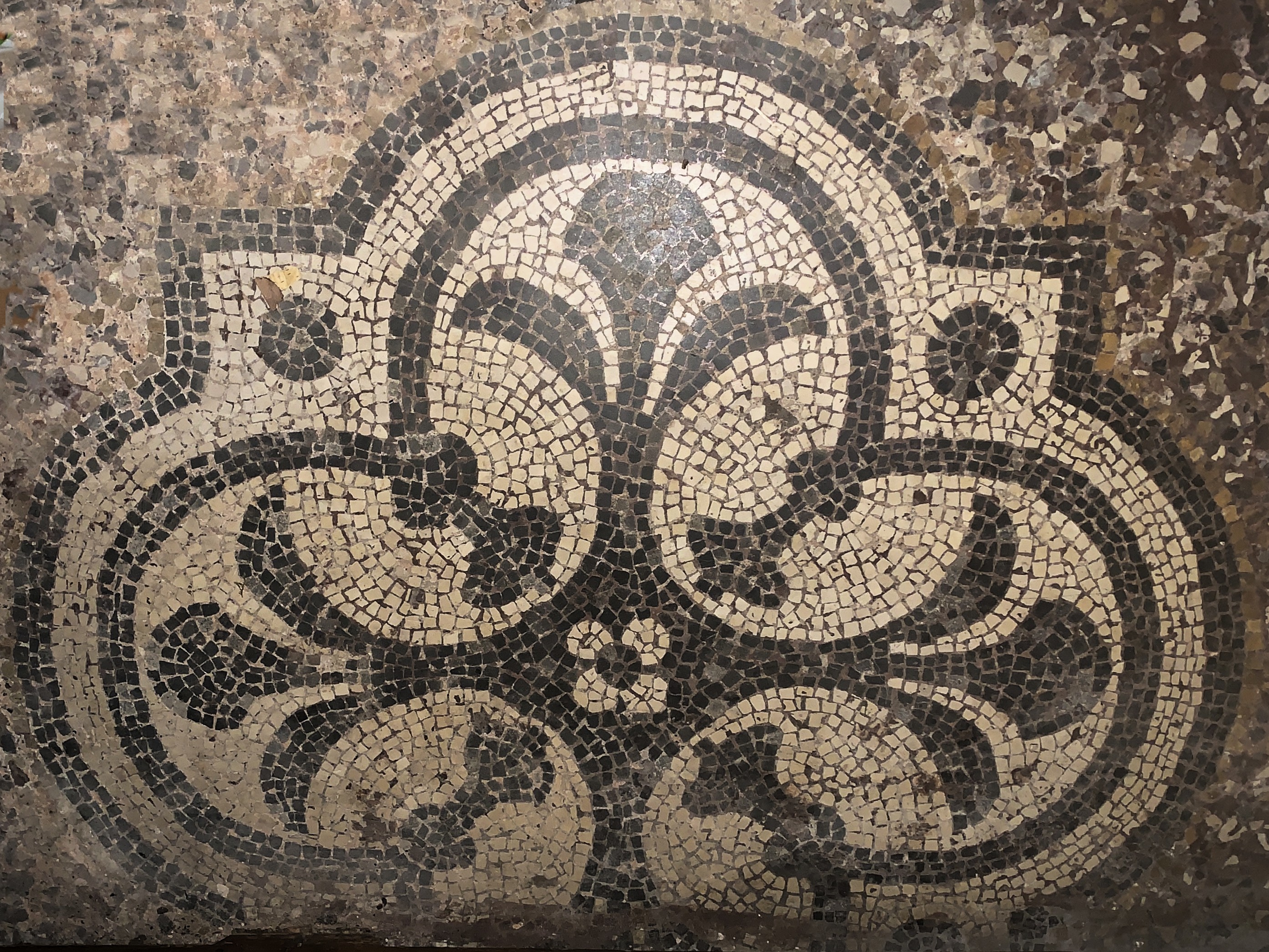
Mosaikfußboden von Giovanni Rett, original erhalten in der ehem. Taufkapelle.
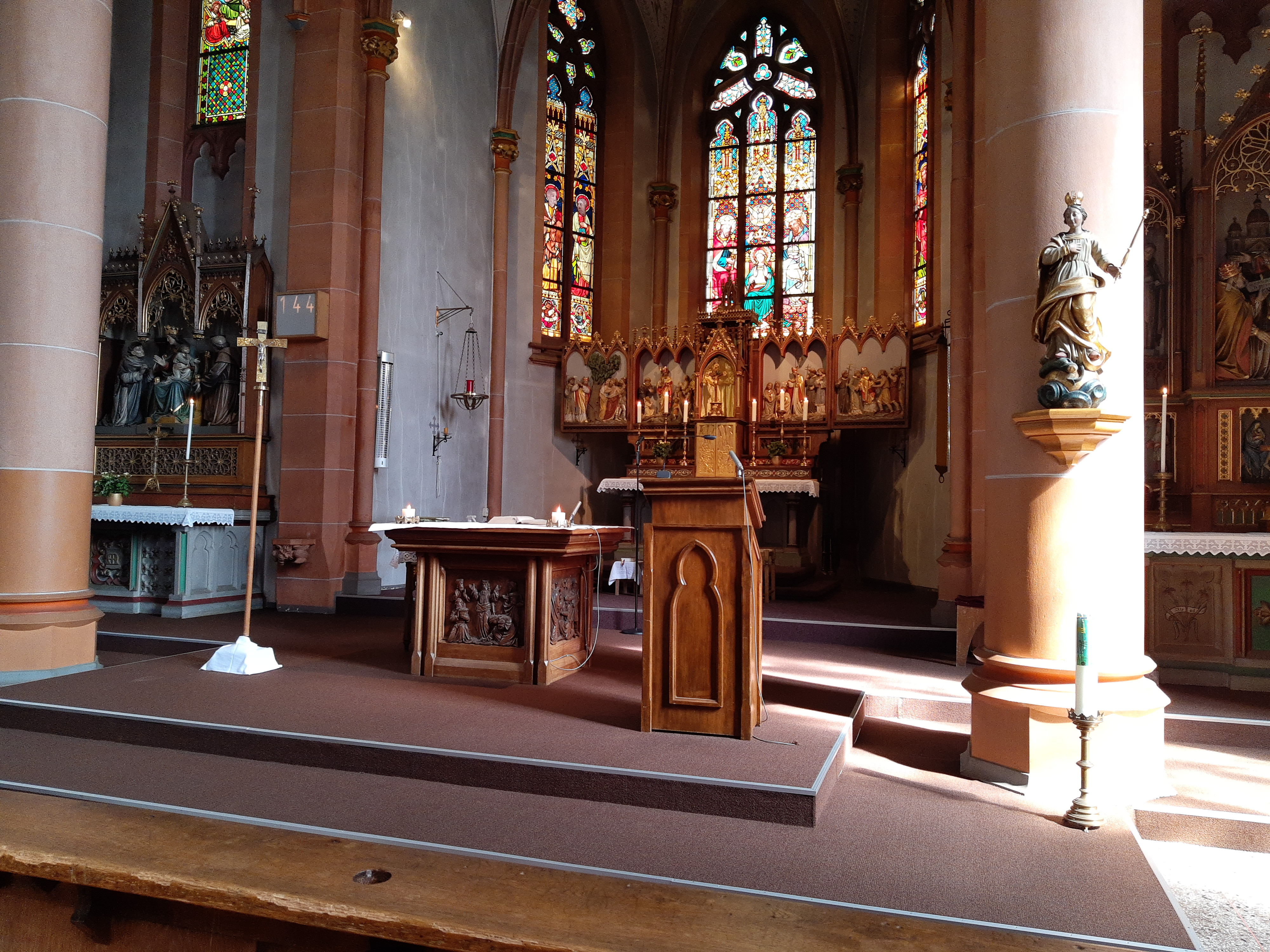
Innenansicht Chor
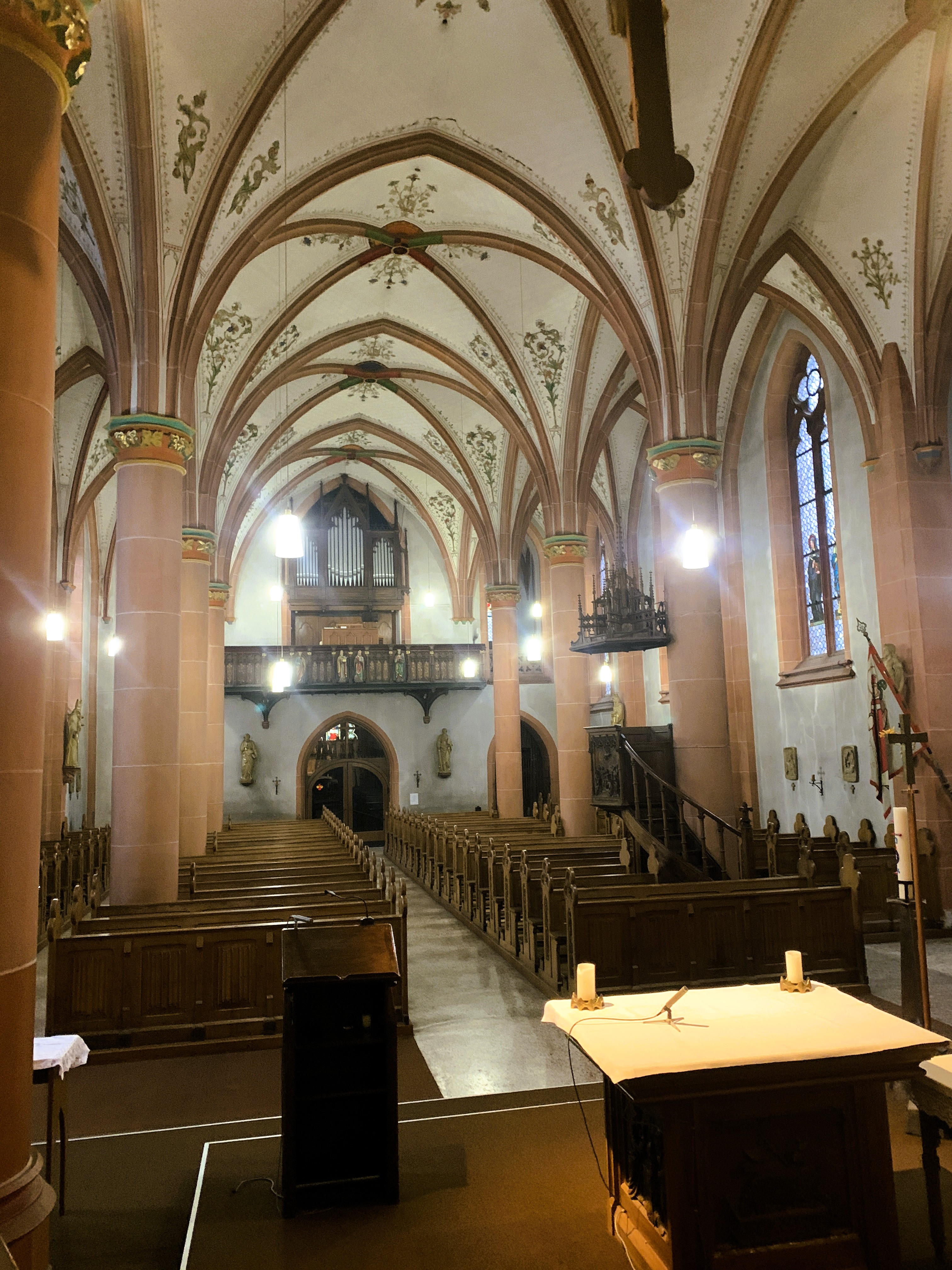
Kirchenschiff
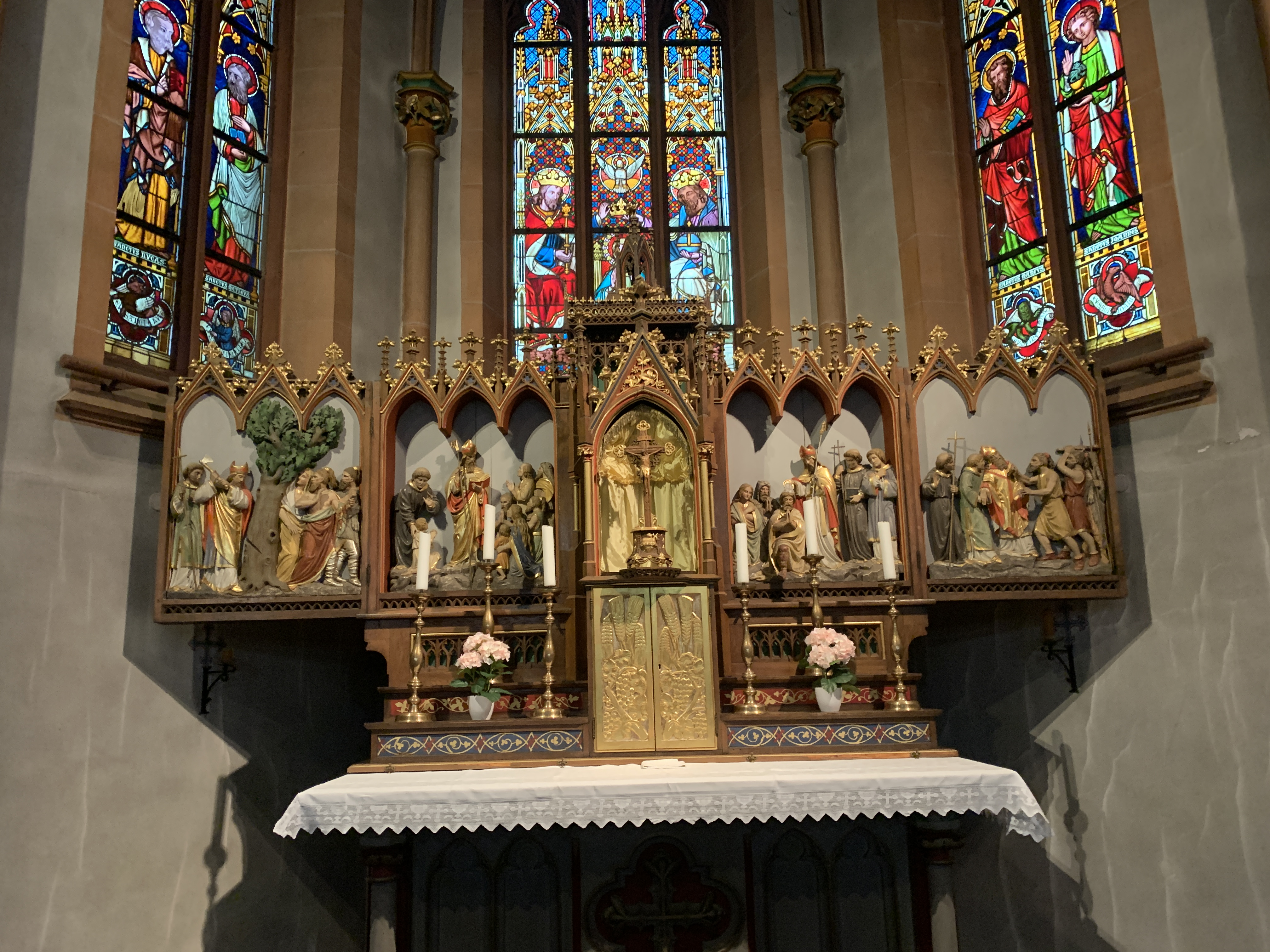
Hochaltar
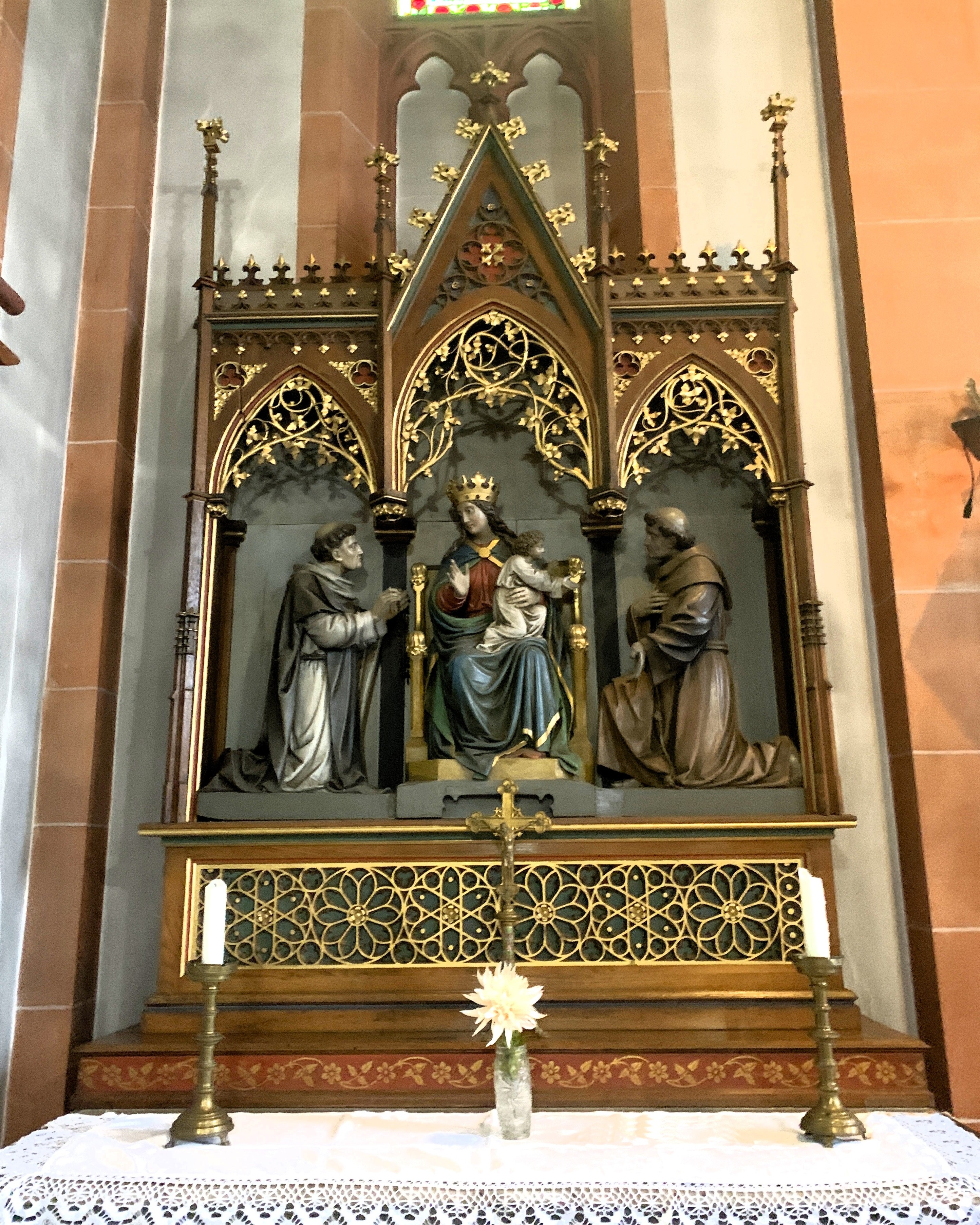
Marienaltar
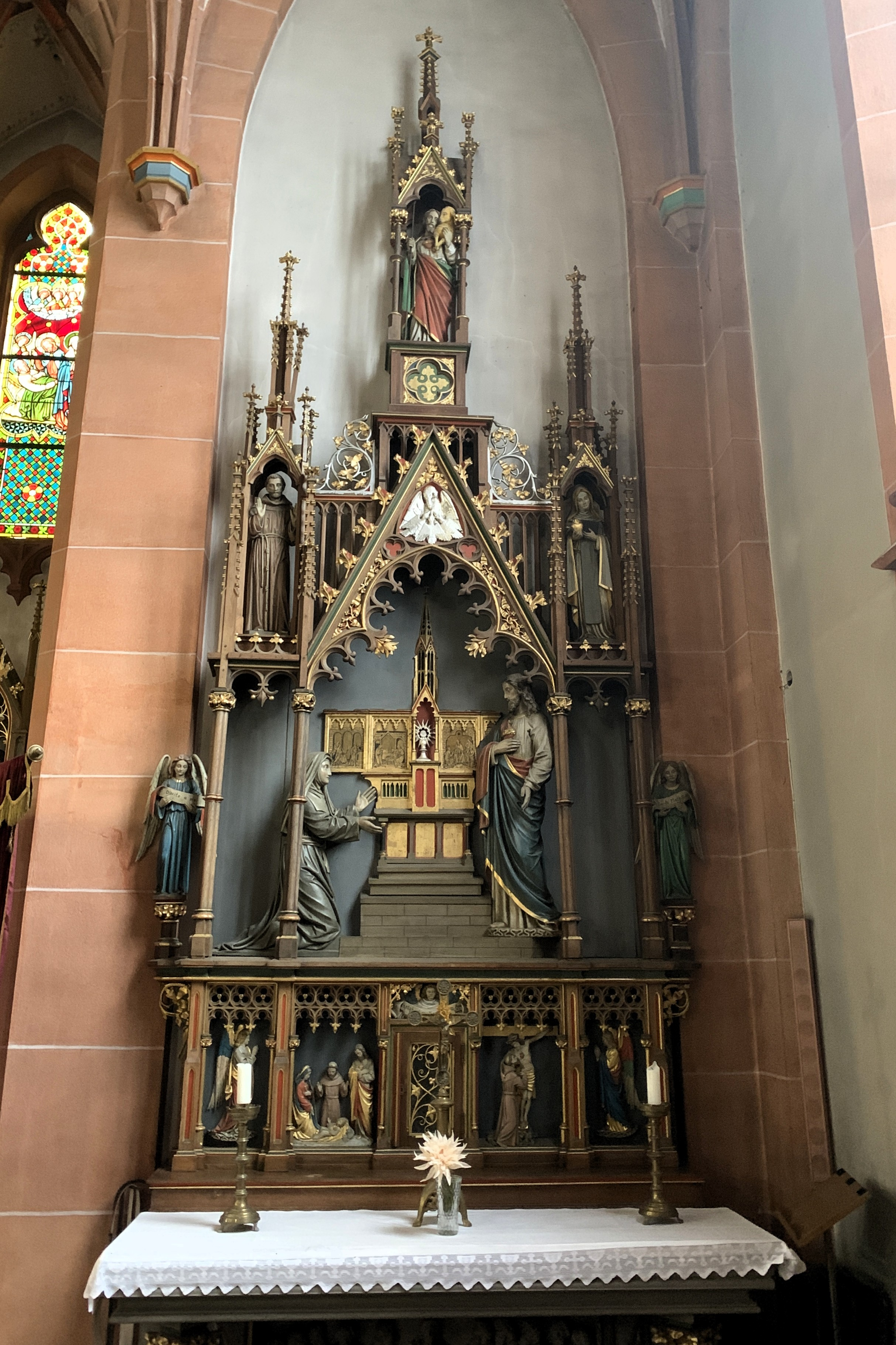
Herz-Jesu-Altar
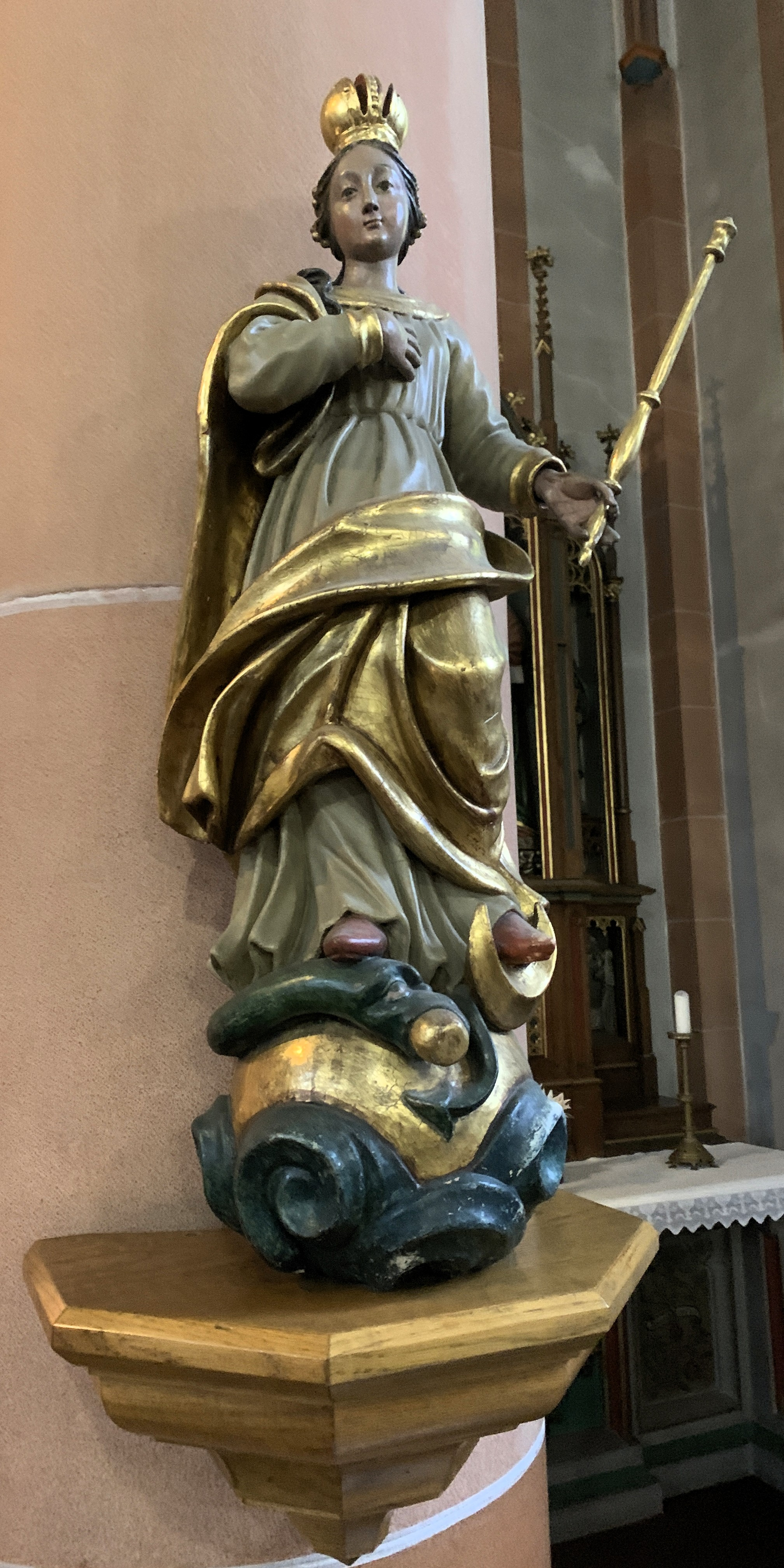
Immakulata (um 1730)
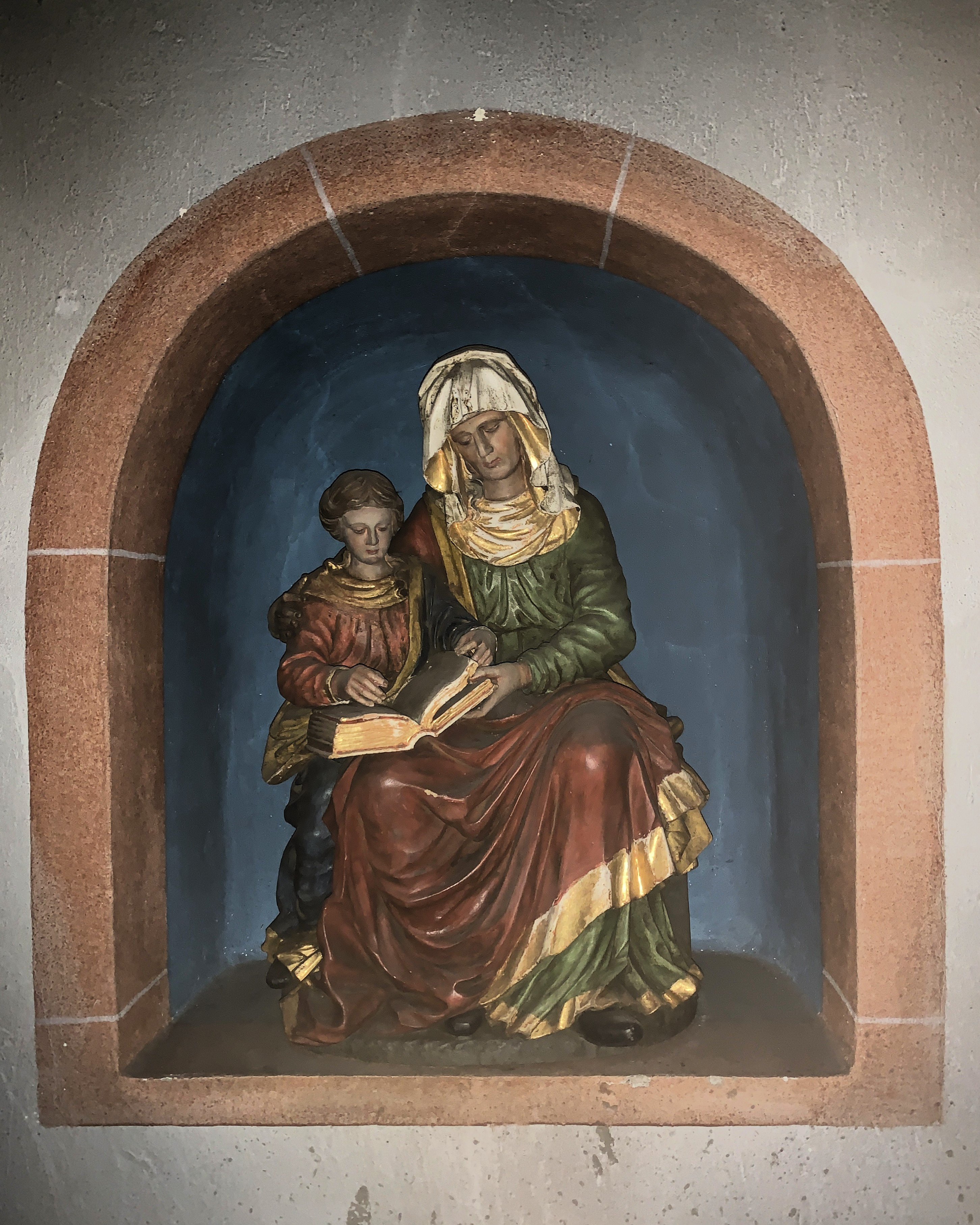
Mutter Anna mit Maria (16. Jh.)

## Orgel
Die Orgel wurde 1897 von der Firma Johannes Klais aus Bonn gebaut. Sie hatte zwei Manuale und 14 klingende Register und war mit Magazinbalggebläse und pneumatischer Traktur ausgestattet. 1907 kamen zwei Register dazu. 1917 wurden die großen Prospektpfeifen dem „Vaterland geopfert“; sie wurden 1919 ersetzt. 1962 erfolgte der Umbau der Orgel, wieder durch die Firma Klais. Sie erhielt einen elektrischen Spieltisch und eine elektro-pneumatischer Traktur, zum Teil neue und zusätzliche Register. 1983 erweiterte die Firma Fischer + Krämer Orgelbau das Pedalwerk um ein Choralbass-Register und tauschte im II. Manual die Quinte 1 1⁄3′ durch eine Sesquialter II. Das Instrument hat 18 Register auf zwei Manualwerken und Pedal.
| I Manual C–f3 |                 |        |     |
| 1.            | Bordun          | 16′    | (h) |
| 2.            | Principal       | 08′    | (h) |
| 3.            | Flöte           | 08′    | (h) |
| 4.            | Oktave          | 04′    | (h) |
| 5.            | Rohrflöte       | 04′    |     |
| 6.            | Schwegel        | 02′    | (h) |
| 7.            | Mixtur III–IV 0 | 01 ⁄3′ |     |
| 8.            | Trompete        | 08′    | (h) |

| II Manual C–f3 |                         |       |     |  |
| 9.             | Lieblich Gedackt        | 8′    | (h) |  |
| 10.            | Vox coelestis (ab c1) 0 | 8′    |     |  |
| 11.            | Flöte                   | 4′    | (h) |  |
| 12.            | Principal               | 2′    |     |  |
| 13.            | Sesquialter II          | 2 ⁄3′ |     |  |
| 14.            | Scharff III–IV          | 1′    |     |  |

| Pedal C–d1 |              |     |     |
| 15.        | Subbass      | 16′ | (h) |
| 16.        | Oktavbass    | 08′ | (h) |
| 17.        | Choralbass 0 | 04′ |     |
| 18.        | Tuba         | 16′ | (h) |

- Koppeln: II/I, I/P, II/P
- Spielhilfen: 2 freie Kombinationen
- Anmerkungen:

(h) = original erhaltenes historisches Register
Die nicht gekennzeichneten Register sind neu(er)e Register

## Glocken
Die drei größten Glocken wurden 1943 durch den NS-Staat beschlagnahmt und für Kriegszwecke eingeschmolzen. Im Herbst 1945 bestellte man vier neue Glocken bei der Fa. Albert Junker. Gegossen wurden sie wegen der Nachkriegswirren und der allgemeinen wirtschaftlichen Notlage erst 1947 aus Briloner Sonderbronze, eine zinnfreie, devisensparende Legierung, die in Brilon entwickelt wurde. Die heute nicht mehr verwendete Kupfer-Silizium-Legierung hatte negative Auswirkung auf das neue Lorchhäuser Geläute. Der Glockensachverständige Hubert Froesch beklagt im Limburger Glockenbuch die dürftige Klangausbeute und die zu geringe Abklingdauer der Glocken.
Mit dem neuen Geläute hatte die, kleine, noch vorhandene, alte Glocke ausgedient und wurde veräußert. Am 20. April 1947 wurden die vier neuen Glocken eingeweiht. Sie tragen die gleichen Namen wie ihre Vorgänger.
Geläutedisposition: d´ – fis′ – a′ – h′ (Salve Regina)
| Nr. | Name       | Gussjahr | Glockengießer | Masse (kg, ca.) | Ø (mm) | Schlagton (16tel) | Abklingdauer (sec.) | Klangverlauf | Inschrift                       |
| 1   | Bonifatius | 1947     | A. Junker     | 1400            | 1384   | d1-3              | 40                  | ruhig        | ST. BONIFATIUS – A. Junker 1947 |
| 2   | Josef      | 1947     | A. Junker     | 800             | 1100   | fis1+2            | 64                  | ruhig        | ST. JOSEF – A. Junker 1947      |
| 3   | Johannes   | 1947     | A. Junker     | 450             | 923    | a1 -2             | 47                  | ruhig        | ST. JOHANNES – A. Junker 1947   |
| 4   | Maria      | 1947     | A. Junker     | 310             | 822    | h1+1              | 35                  | schwebend    | MARIA – A. Junker 1947          |